# Golfo de San Miguel
El golfo de San Miguel es una entrada interior del golfo de Panamá, localizado en la costa del océano Pacífico de Panamá, en la provincia de Darién. 
En este golfo desembocan los ríos Tuira y Chucunaque, y es aquí en donde Vasco Núñez de Balboa logró avistar el Mar del Sur en 1513.
- Datos: Q2334445